# لارا هریس
لارا هریس (به انگلیسی: Lara Harris) بازیگر آمریکایی است.
از فیلم‌های معروف او می‌توان به بازی در فیلم سرخ خونی و دوش آوریل اشاره کرد.